# Сяо Юаньмін
Сяо Юаньмін (кит. трад.: 蕭淵明; піньїнь: Xiao Yuanming; помер 556) — п'ятий імператор Лян з Південних династій.

## Життєпис
Був племінником засновника династії, імператора Сяо Яня. 555 року зайняв трон. Він отримав країну в скрутному становищі — вона потерпала від натиску Північної Вей. Його правління було дуже нетривалим, вже менше, ніж за півроку його було повалено. На трон посадили Сяо Фанчжі, сина Сяо Ї. Наступного року Сяо Юаньмін помер.